# Leptecophylla divaricata
Leptecophylla divaricata är en ljungväxtart som först beskrevs av Joseph Dalton Hooker och som fick sitt nu gällande namn av Carolyn M. Weiller.
Leptecophylla divaricata ingår i släktet Leptecophylla och familjen ljungväxter. Inga underarter finns listade i Catalogue of Life.